# 正戊烷
正戊烷（英語：Pentane），化学式C5H12，烷烃中的第五个成员。正戊烷有2种同分异构体：异戊烷（沸点28°C）和新戊烷（沸点10°C），“戊烷”一词通常指正戊烷，即其直链异构体。
|             |                   |                       |
| 正戊烷 戊烷 | 异戊烷 2-甲基丁烷 | 新戊烷 2,2-二甲基丙烷 |

烷烃最早是使用习惯命名法来命名的。但是这种命名法对于碳数多，异构体多的烷烃很难使用。于是有人提出衍生命名法，将所有的烷烃看作是甲烷的衍生物，例如异丁烷叫做2-甲基丙烷。

## 反应
戊烷在氧气中燃烧生成二氧化碳和水：
C5H12 + 8 O2 → 5 CO2 + 6 H2O
与其他烷烃类似，戊烷也可发生自由基氯代反应：
C5H12 + Cl2  →  C5H11Cl  +  HCl
此类反应无选择性，产物为1-、2-、3-氯代戊烷，以及多取代衍生物的混合物。其他卤素也可与戊烷发生自由基取代反应。
除正丁烷外，正戊烷也可制取马来酐：
CH3CH2CH2CH2CH3  +  5 O2  →  C2H2(CO)2O  +  5 H2O  +  CO2

## 饱和蒸汽压
不同温度下的饱和蒸汽压显示，-30℃时为5.0KPa，-20℃时为8.9KPa，-10℃时为15KPa，即正戊烷特别易挥发。